# جيسيكا جونز
جيسيكا جونز هي بطلة خارقة في مارفل كومكس من ابتكار براين مايكل بنديس،ظهرت الشخصية لأول مرة في 2001.